# Grb Občine Bistrica ob Sotli
Grb Občine Bistrica ob Sotli je renesančno-ščitni grb, v katerem se nahaja modro-rumena krona, na kateri stoji orel modre barve; krona leži na kraljevem plašču. 
Grb se nahaja na sredini zastave občine.